# Petr Placák
Petr Placák, también conocido por el seudónimo Petr Zmrzlík, es un escritor y periodista checo nacido en Praga (Checoslovaquia) el 9 de enero de 1964.

## Biografía
Petr Placák se formó como mecánico y luego ejerció diversos trabajos manuales.
Entre 1982 y 1986 fue clarinetista en la banda de rock The Plastic People of the Universe, grabando dos álbumes: Hovězí porážka (1982) y Půlnoční myš (1986).
Fue una figura destacada de la literatura checa subterránea y organizó diversas manifestaciones anticomunistas, incluyendo la de la plaza Skroupov en Praga en diciembre de 1988. Fundó la asociación České děti (en español «Niños checos») que preconizaba la lucha contra el régimen comunista de Checoslovaquia.
Tras la revolución de terciopelo, ha trabajado como periodista en numerosos diarios, entre ellos Respekt y Lidové noviny. Desde 2001 es editor jefe de la editorial Babylon.

## Obra
Los primeros trabajos de Placák aparecen en forma de samizdat, que eran copias clandestinas de textos prohibidos por el régimen.
Así, a la edad de veintiún años, debutó con la novela Medorek (como samizdat en 1985, como libro en 1990), adquiriendo pronto la obra fama de «novela feroz». Incluso hoy, la historia sobre el inconformista héroe Karel Medor sigue siendo un referente frente a la política de «normalización» aplicada en la Checoslovaquia socialista.
Parcialmente autobiográfica, la obra refiere el trabajo del protagonista en una factoría, quien considera dicho entorno con malévolo desprecio, lo que se ve reforzado por el interés que la policía secreta muestra por él y por su familia.
Las escenas de la fábrica y de la vida personal del protagonista personifican situaciones de la vida de Karel en las que se enfrenta al vacío omnipresente pero también a sus propias debilidades. Escapa de la sombría cara del socialismo hacia un mundo de su imaginación poblado por pieles rojas, pubs, fanatismo futbolístico y escritura de samizdat.
También en forma de samizdat y utilizando un seudónimo, Placák publicó el poemario Obrovský zasněžený hřbitov (como libro en 1995). En su libro de relatos Cestou za dobrodružstvím (2001), el autor, de acuerdo a la periodista Petruška Šustrová, «busca encontrar la verdad, el verdadero valor de las personas [...] lejos de la superficialidad y de lo barato».
Su novela Fízl (2007) fue galardonada con el premio Magnesia Litera en el apartado de periodismo en 2008.
Es un extenso trabajo entre los límites de diferentes géneros —en parte ensayo, en parte collage y en parte bildungsroman o novela de aprendizaje. Entre otros aspectos, cubre la acción del grupo de resistencia České děti, fundado por el autor.
Plácak también ha trabajado en el campo ensayístico, escribiendo el tratado Svatováclavské Milenium: Cesi, Němčí un Slováci v roce 1929 (2002), el aclamado ensayo histórico Gottwaldovo Československo Jako stát fašistický (cuya traducción vendría a ser «La Checoslovaquia de Gottwald como un estado fascista», 2015) y también una entrevista en forma de libro con el editor  Ladislav Horáček, Přece tady nebudeme sedět nasucho (2014).
Asimismo, el conjunto de los poemas de Placák han sido publicados en un libro que lleva por título Humoresky (2015).

## Estilo
Por su obra Medorek, Petr Placák es considerado una de las figuras más relevantes de la literatura checa —junto a Zuzana Brabcová y Jáchym Topol— en la década de los 80.
Muchas veces ha sido relacionado con Topol, al haber contribuido ambos a la crítica Revolver Revue en 1984 y al tener ambos una conexión con la música rock —Placák fue clarinetista de una conocida banda de rock.
Placák utiliza un formato muy libre en su escritura, En sus obras aparecen escenas como si fueran sueños, fantasías, haciendo también el autor uso de la hipérbole satírica.

## Obras
- Medorek (1990)
- Obrovský zasněžený hřbitov (1995)
- Cestou za dobrodružstvím (2001)
- Kádrový dotazník (2001)
- Svatováclavské milénium. Češi, Němci a Slováci v roce 1929 (2002)
- Fízl (2007)
- Přece tady nebudeme sedět nasucho (2014)
- Gottwaldovo Československo Jako stát fašistický (2015)
- Humoresky (2015)